# أعراف (فلم)
أعراف (بالتركية: Araf) هو فيلم دراما تركي من إخراج يشيم أسطى أوغلو سنة 2012، وبطولة كل من نسليهان أتاغول وباريش حجيخان وأوزجان دينيز.
الفيلم أُنجز بتمويل فرنسي وألماني.

## القصة
يحكي الفيلم قصة شابين يعملان بمحطة بنزين على إحدى الطرق السريعة وعالمهما محدود جدا وأحلامها صغيرة، وفجأة وخلال يوم واحد تتغير حياتهما كليا بظهور سائق شاحنة في منتصف العمر في حياتهما تغيرهما وتنقلهما إلى عالم أوسع مليء بالآلام والتجارب القاسية التي تجعلهما على حد فاصل بين الجنة والنار.

## جوائز
- سنة 2012: نال الفيلم جائزة مهرجان أبوظبي السينمائي الكبرى المسماة «اللؤلؤة السوداء».[1]

## روابط خارجية
- مقالات تستعمل روابط فنية بلا صلة مع ويكي بيانات